# Schnauzenschnecken
Die Schnauzenschnecken (Bithyniidae) sind eine im Süß- und Brackwasser lebende Familie aus der Ordnung der Architaenioglossa innerhalb der Schnecken (Gastropoda).

## Merkmale
Die Gehäuse sind hochkonisch, glatt und rechtsgewunden. Sie werden bis etwa 16 mm hoch. Die Mündung ist nicht aufgeblasen und kann durch ein Operculum verschlossen werden. Der Kopf kann vorgestreckt werden. Die Fühler sind lang, dünn und zugespitzt, die Augen sitzen an der Basis der Fühler. Die Atmung erfolgt über eine Kieme in der Mantelhöhle. Die Tiere sind getrenntgeschlechtlich.

## Lebensweise und Verbreitung
Die Vertreter der Familie kommen in Seen oder langsam fließenden Flüssen vor, die sauberes Wasser aufweisen. Die Familie kam ursprünglich auf allen Kontinenten mit Ausnahme von Amerika vor. Inzwischen ist dort aber Bithynia tentaculata eingeschleppt worden und weit verbreitet.

## Systematik
Früher wurden die Schnauzenschnecken zu den Mesogastropoden (Mittelschnecken), eine Ordnung der ebenfalls als veraltet angesehene Unterklasse der Vorderkiemerschnecken (Prosobranchia), gestellt. Aktuell zählen die Familie Schnauzenschnecken zu der von Ponder und Lindberg 1997 aufgestellten Ordnung Sorbeoconcha.
Im Mitteleuropa kommt nur die Typusgattung der Familie Bithynia mit drei Arten vor. Weltweit werden folgende Gattungen zur Familie gerechnet:
- Alocinna Annandale & Prashad, 1919
- Bithynia Leach, 1818
- Congodoma Mandahl-Barth, 1968
- Digoniostoma Annandale, 1920
- Euchilus Sandberger, 1872
- Funduella Mandahl-Barth, 1968
- Gabbia Tryon, 1865
- Gabbiella Mandahl-Barth, 1968
- Hydrobioides Nevill, 1884
- Incertihydrobia Verdcourt, 1958
- Jubaia Mandahl-Barth, 1968
- Kolhymamnicola Starobogatov, 1976
- Limnitesta Mandahl-Barth, 1974
- Myosorella Annandale, 1919
- Parafossarulus Annandale, 1924
- Parodizia Medina, 1959 (?)
- Petroglyphus Möllendorff, 1894
- Pseudobithynia Glöer & Pešić, 2006
- Pseudovivipara Annandale, 1918
- Sierraia Conolly, 1929
- Tylopoma Brusina, 1882
- Wattebledia Crosse, 1886